# Pseudepipona kazenasi
Pseudepipona kazenasi är en stekelart som beskrevs av Kurzenko 1974. Pseudepipona kazenasi ingår i släktet Pseudepipona och familjen Eumenidae. Inga underarter finns listade i Catalogue of Life.